# 新東洋國際
新東洋國際控股有限公司，簡稱新東洋國際控股，以及新東洋國際（英語：New Toyo International Holdings Limited，SGX：N08），在1972年由颜彣桦（董事長）設立專門生產及銷售過膠鋁箔包裝產品，包括酒、煙草、洋酒、食品飲料等產品。地區包括新加坡、馬來西亞、越南、澳大利亞、中國，以及泰國廠房。
總部位於47 Scotts Road, Goldbell Towers #05-03, Singapore 228233，股份在1997年4月4日於新加坡交易所主板上市。聯營公司是新加坡上市的，上海亞洲控股有限公司。

## 連結
- NewToyo.com （页面存档备份，存于）